# Forma modular
Em matemática, uma forma modular é uma função analítica (complexa) sobre o semiplano superior satisfazendo um certo tipo de equação funcional e condição de crescimento. A teoria das formas modulares entretanto pertence à análise complexa mas a principal importância da teoria tem tradicionalmente sido suas conexões com a teoria dos números. Formas modulares surgem em outras áreas, tais como topologia algébrica e teoria das cordas.
Uma função modular é uma forma modular de peso 0: é invariante ante o grupo modular, em vez de transformar-se na forma prescrita, e portanto é uma função modular na região modular.
A teoria da forma modular é um caso especial da teoria mais geral das formas automórficas e portanto pode ser considerada como a parte mais concreta da ampliada teoria de grupos discretos.

## Como uma função sobre períodos
Uma forma modular pode ser entendida como uma função F do conjunto de períodos Λ em C do conjunto de números complexos o qual satisfaz certas condições:
(1) Se nós considerarmos o retículo {\displaystyle \Lambda =\langle \alpha ,z\rangle } gerado por uma constante α e uma variável z, então F(Λ) é uma função analítica de z.
(2) Se α é um número complexo não nulo e αΛ é o retículo obtido pela multiplicação de cada elemento de Λ por α, então F(αΛ) = α−kF(Λ) onde k é a constante (tipicamente um inteiro positivo) chamado de peso da forma.
(3) O valor absoluto de F(Λ) mantem-se limitado acima assim como o valor absoluto do menor elemento não nulo em Λ é limitado além de 0.
Quando k = 0, a condição 2 implica que F depende somente da similaridade da classe do retículo. Isto é um caso especial muito importante, mas somente as formas modulares de peso 0 são as constantes. Se nós eliminarmos a condição 3 e permitir que a função tenha pólos, então os exemplos com peso 0 existem: elas são chamadas funções modulares.
A situação pode ser produtiva comparada aquela que surge na busca por funções sobre o espaço projetivo P(V): nesse cenário, seria ideal como funções F sobre o espaço vetorial V as quais são polinomiais nas coordenadas de v≠ 0 em V e satisfaz a equação F(cv) = F(v) para todo c não nulo. Infelizmente, tais funções são as únicas constantes. Se permitirmos que denominadores (funções racionais em vez de polinômios), nós podemos fazer F ser a razão de dois polinômios homogêneos do mesmo grau. Alternativamente, nós podemos tratar a questão com polinômios e tornar mais livre a dependência sobre c, deixando F(cv) = ckF(v). As soluções são então os polinômios homogêneos de grau k. Por um lado, estes formam um espaço vetorial finito para cada k, e noutra, se nós fizermos k variar, nós podemos encontar os numeradores e denominadores para a construção de todas as funções racionais as quais são realmente funções sobre o espaço projetivo P(V) subjacente.
Poderia ser perguntado, já que polinômios homogêneos não são realmente funções sobre P(V), o que eles seriam, geometricamente falando. A resposta dentro da geometria algébrica é que eles são seções de um feixe (poderia ser também dito um fibrado de linhas neste caso).  A situação com formas modulares é precisamente análoga.

## Como uma função sobre um conjunto de curvas elípticas
Cada retículo Λ em C determina uma curva elíptica C/Λ sobre C; dois retículos determinam curvas elípticas isomórficas se e somente se uma é obtida da outra por multiplicação por algum α.  Funções modulares podem ser entendidas como funções sobre o espaço de módulos de classes de isomorfismo de curvas elípticas complexas. Por exemplo, o j-invariante de uma curva elíptica, considerado como uma função sobre o conjunt de todas as curvas elípticas, é modular. Formas modulares podem também ser aproximadas de maneira prática de sua direção geométrica, como seções de fibrados de linhas sobre o espaço de módulos de curvas elípticas.
Converter uma forma modular F em uma função de uma única variável complexa é fácil. Faz-se z = x + iy, onde y > 0, e faz-se f(z) = F(<1, z>).  (Não pode-se considerar y = 0 porque então 1 e z não irão gerar um retículo, por isso restringe-se para o caso que y é positivo.)  A condição 2 sobre F agora torna-se a equação funcional
{\displaystyle f\left({az+b \over cz+d}\right)=(cz+d)^{k}f(z)}
para a, b, c, d inteiros com ad − bc = 1 (o grupo modular).  Por exemplo,
{\displaystyle f(-1/z)=F(\langle 1,-1/z\rangle )=z^{k}F(\langle z,-1\rangle )=z^{k}F(\langle 1,z\rangle )=z^{k}f(z).}
Funções as quais satisfazem a equação funcional modular para todos as matrizes em um índice de um subgrupo finito de SL2(Z) são também consideradas como modulares, normalmente com um qualificador indicando o grupo. Então formas modulares de nível N (ver abaixo) satisfazem a equação funcional para matrizes congruentes para a matrix identidade de módulo N (frequentemente fato para um grupo maior dado por condições (mod N) sobre os elementos da matriz.)

## Funções modulares
Em matemática, funções modulares são certos tipos de funções matemáticas mapeando números complexos a números complexos. Existem um número de outros usos do termo "função modular" também; ver abaixo para detalhes.
Formalmente, uma função f é chamada modular ou uma função modular se e somente se ela satisfaz as seguintes propriedades:
1. f é meromórfica no Meio plano superior aberto H.
2. Para cada matriz M no grupo modular Γ, f(Mτ) = f(τ).
3. A série de Fourier de f tem a forma

{\displaystyle f(\tau )=\sum _{n=-m}^{\infty }a(n)e^{2i\pi n\tau }.}
É limitada em baixo; é um polinômio de Laurent em {\displaystyle e^{2i\pi \tau }}, então é meromórfica na cúspide (singularidade).
Pode-se mostrar que cada função modular pode ser expressa como uma função racional of invariante absoluto de Klein j(τ), e que cada função racional de j(τ) é uma função modular; além disso, todas as funções modulares analíticas são formas modulares, embora o inverso não seja mantida. Se uma função modular f não é identicamente 0, então nós podemos mostrar que o número de zeros de f é igual ao número de polos de f no fechamento do domínio fundamental RΓ.

### Outros usos
Existe um número de outros usos do termo função modular, além deste clássico; por exemplo, na teoria de medidas de Haar, é uma função Δ(g) determinada pela ação conjugação.